# R136a1
R136a1은 황새치자리에 위치한 타란툴라 성운의 R136 산개성단에 포함된 볼프-레이에 별로, 그 질량은 태양의 약 260배이다. 또 이 별은 태양의 8050,000 배의 밝기를 지니고 있다. 이 별은 어떤 이유로 에딩턴 한계(150배)를 깨고 갑자기 많은 질량을 강한 중력으로 끌어당겨 모아 태어날 때 그 질량이 320배까지 달한 것으로 보고 있다. 그러나 태어난 이후 태양질량 50~60배 정도의 물질을 잃었다. 이 별은 영국 셰필드 대학교의 폴 크라우서 교수가 거대 우주 망원경의 관측자료 및 허블 우주 망원경의 자료를 분석하여 발견하였다.

## 발견
2010년 7월 이 별의 발견 사실이 영국 《왕립 천문학회 월보》에 게재되었다. 셰필드 대학교의 천체물리학과 교수 폴 크라우서가 이끄는 관측단이 발견하였다. 이들은 칠레 소재 유럽 남방 천문대의 거대 우주 망원경(VLT)의 관측 자료와, 허블 우주 망원경의 NGC 3603, R136a 연구 자료를 발견에 활용하였다. R136a는 한때 태양질량의 1000~3000배에 이르는 아주 무거운 천체였던 것으로 추측된다. 홀로그램 반점 간섭기를 사용, R136a의 정체는 별들이 빽빽하게 뭉친 성단임을 알아냈다. 연구팀은 성단 내에서 표면 온도가 40,000켈빈이 넘고(이는 태양보다 7배 이상 뜨거운 값이다) 밝기는 수백만 배가 넘는 별 여러 개를 발견했으며 R136a1은 그 중 가장 밝고 뜨거운 별이다. R136a1을 포함, 이 별들 중 최소 세 개는 질량이 태양의 150배는 된다.

## 물리적 특징

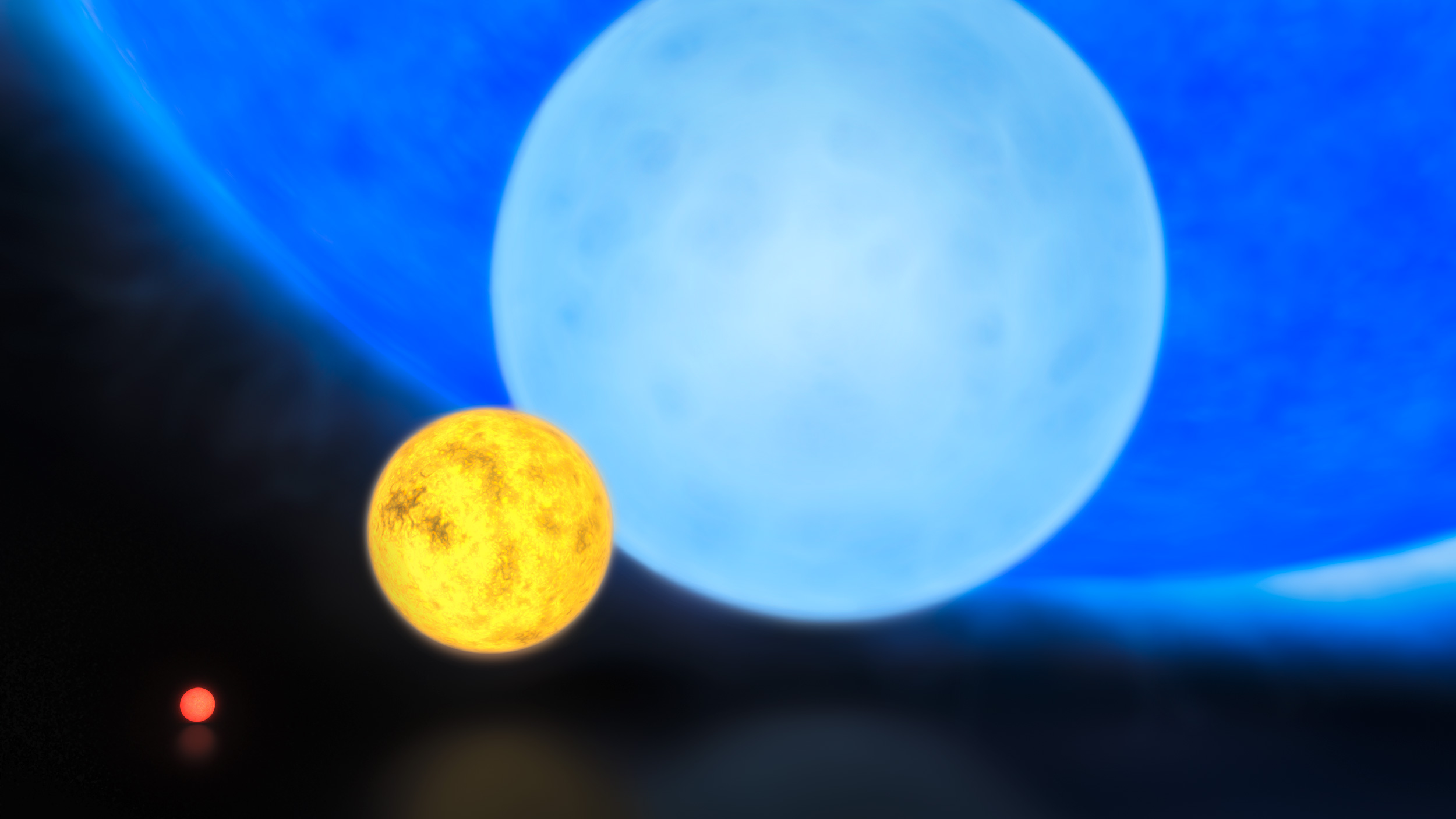
좌측에서 우측으로: 평범한 적색 왜성, 태양, B형 주계열성, R 136a1. 부피 측면에서 R 136a1는 우주에서 가장 큰 천체는 아니다. 반지름에 있어서 발견된 별들 중 최고로 큰 것은 스티븐슨 2-18이다.

R136a1의 나이는 100만 년 정도로 추측되며 태양의 나이(약 46억 년)에 비하면 매우 젊어 보인다. 그러나 항성은 질량이 클수록 생명이 기하 급수 적으로 줄어들며, 질량에 대비한 R136a1은 이미 중년에 접어든 것으로 볼 수 있다.
R136a1은 볼프-레이에 별로 표면 온도는 54 000켈빈이 넘는다. 에딩턴 한계에 근접한 다른 별들과 마찬가지로 R 136a1은 태어난 이래로 자신이 처음 지녔던 질량 중 상당량을 항성풍의 형태로 우주 공간으로 날려보내고 있다. 이 별은 100만년 전 태어났을 때 질량이 태양의 약 320배였으나 이후 태양질량의 50~60배에 해당하는 물질을 잃어버렸을 것으로 추측된다. 그러나 현재 이론들은 거대질량의 별이 탄생할 때는 150 태양 질량을 넘지 않는 대신에, 다중성계의 병합을 통해 이와 같이 된 것일 수 있다고 주장하고 있다. 이 별의 밝기는 태양의 805만 배로 이는 우리 태양과 보름달 밝기의 차이 정도에 해당된다. 이 별을 태양 대신 우리 태양계 중심에 놓는다고 가정하면 막대한 자외선으로 인해 지구상의 생명체는 전멸할 것이다.
태양질량의 8배부터 150배에 이르는 별들은 삶의 끝을 초신성 폭발로 마감하며 중심부에 중성자별이나 블랙홀을 남긴다. 태양보다 150배~300배 무거운 별의 존재가 밝혀졌기 때문에 천문학자들은 이처럼 덩치 큰 별은 일반 초신성의 100배 이상 에너지(1024 테라톤)를 방출하는 극초신성 형태로 죽음을 맞을 것으로 추측하고 있다. 이 별은 질량이 너무 커서, 연료 부족으로 중심핵이 수축되기 훨씬 전에 "쌍불안정형 초신성"의 형태로 생을 마칠 것으로 보인다. 수소 융합을 하는 중심핵은 다량의 전자–양전자 쌍을 만들며, 이 쌍들은 별 내부에 존재하는 복사압을 국지적 붕괴가 일어날 수준까지 떨어뜨린다. R 136a1이 폭발로 죽음을 맞는다면 중심부에는 블랙홀이 남을 것이며, 중심핵 내부에 있던 태양 질량 10배 이상의 무거운 물질들은 초신성 잔해의 모습으로 성간 물질 속으로 불려 날아갈 것이다. 그러나 이처럼 강력한 폭발을 하더라도 지구에서 너무 멀리 떨어져 있기 때문에 우리 눈으로는 폭발하는 R136a1을 볼 수 없을 것이다.

## 같이 보기
R136a2
R136a3
R136
R136a
R136b
R136c